# Iwanuma
Iwanuma (岩沼市; -shi) é uma cidade japonesa localizada na província de Miyagi.
Em 2003 a cidade tinha uma população estimada em 42 699 habitantes e uma densidade populacional de 703,21 h/km². Tem uma área total de 60,72 km².
Recebeu o estatuto de cidade a 1 de Novembro de 1971.